# Иоанн (Ананиашвили)
Архиепи́скоп Иоа́нн (груз. მთავარეპისკოპოსი იოანე, в миру Цезарь Николаевич Ананиашвили, груз. ცეზარ ნიკოლოზის ძე ანანიაშვილი; 5 января 1948 — 31 июля 1998) — лишённый сана епископ Грузинской православной церкви.

## Биография
Родился 5 января 1948 года в селе Кирбали Горийского района. С 1955 по 1962 год он учился в 14-й средней школе Тбилиси. С 1963 по 1967 год он учился в Тбилисском машиностроительном техникуме. С 1967 по 1968 год он работал на заводе магнитофонов. С 1968 по 1970 год он служил в Советской Армии. С января по август 1971 года он продолжал работать на заводе.
В 1971 году он поступил в Мцхетскую духовную семинарию. 12 октября 1973 года в Сенакском монастыре по благословению митрополита Романа (Петриашвили) архимандрит Константин (Кварея) постриг Цезаря Ананиашвили в монашество с наречением имени Иоанн. 26 октября того же года в Поти митрополитом Романом был рукоположен в сан иеродиакона, а 25 ноября в Батуми тем же архиереем был рукоположен в сан иеромонаха. В 1975 году он был возведён в сан игумена, а в 1976 году — в сан архимандрита.
1 января 1978 года, когда митрополит Роман ушел на покой и был освобожден от должности управляющего Чкондидской епархией, архимандрит Иоанн был назначен временным управляющим данной епархией. 24 февраля 1978 года архимандрит Иоанн был назначен епископом Чкондидским. 25 февраля 1978 года состоялась его епископская хиротония во епископа Чкондидского, которую совершили: Каталикос-Патриарх Илия II, митрополит Тетрицкаройский Зиновий (Мажуга), митрополит Алавердский Григорий (Церцвадзе), митрополит Манглисский Георгий (Гонгадзе), епископ Сухумско-Абхазский Николай (Махарадзе).
В 1979 году он был возведён в сан архиепископа и назначен главой епархии Цагерской и Лечхумо-Сванетской епархии.
Ситуация в обеих епархиях была сложной, и большинство храмов были закрыты, а гонения на верующих были частыми. Особенно тяжёлая ситуация сложилась в Лечхуми-Сванетии, где ни одна из церквей не функционировала. В августе 1981 года архиепископ Иоанн совершил поездку в Сванетию. В письменном заявлении, направленном Каталикосу-Патриарху Илии II, он сказал:

Когда я прибыл в Местию, местные светские власти приняли меня холодно и потребовали документ, на основании которого я прибыл в Местию. Я показал им документ, где я являюсь архиепископом Чкондидским и Лечхумско-Сванетским. Они были удивлены: «У нас здесь никогда не было священника, да и в будущем не будет», — так мне было сказано. Несмотря на их противодействие, я объездил всю округу, и люди хорошо меня понимали, просили открыть церкви и назначить священнослужителей.
Оригинальный текст (груз.)როდესაც მესტიაში ჩავედი, ადგილობრივმა საერო ხელისუფლებამ ცივად მიმიღო და მომთხოვა დოკუმენტი, რის საფუძველზე ჩავედი მესტიაში. მათ ვუჩვენე დოკუმენტი, სადაც მიწერია, რომ ვარ ჭყონდიდისა და ლეჩხუმ-სვანეთის მთავარეპისკოპოსი. მათ გაუკვირდათ, აქ არასოდეს მღვდელი არ გვყოლია და არც მომავალში გვინდაო, გამომიცხადეს. მათი წინააღმდეგობის მიუხედავად დავიარე მთელი რაიონი, ხალხი კარგად მხვდებოდა, მთხოვდნენ ეკლესიების გახსნას, სასულიერო პირების დანიშვნას.

Архиепископ Иоанн Ананиашвили был арестован по сфабрикованному обвинению и предан суду в начале 1983 года. 15 декабря того же года он был приговорен к 2 годам лишения свободы. По решению Священного синода Грузинской православной церкви он был освобождён от управления Чкондидской епархией и лишён сана, став таким образом просто монахом.
Он умер 31 июля 1998 года. Он похоронен в ограде Монастыря Самтавро.